# Adria Airways
Adria Airways war die größte Fluggesellschaft Sloweniens mit Sitz in Ljubljana und Basis auf dem Flughafen Ljubljana. Sie war Mitglied der Luftfahrtallianz Star Alliance. Adria Airways stellte den Betrieb aufgrund von Zahlungsunfähigkeit Ende September 2019 ein.

## Geschichte

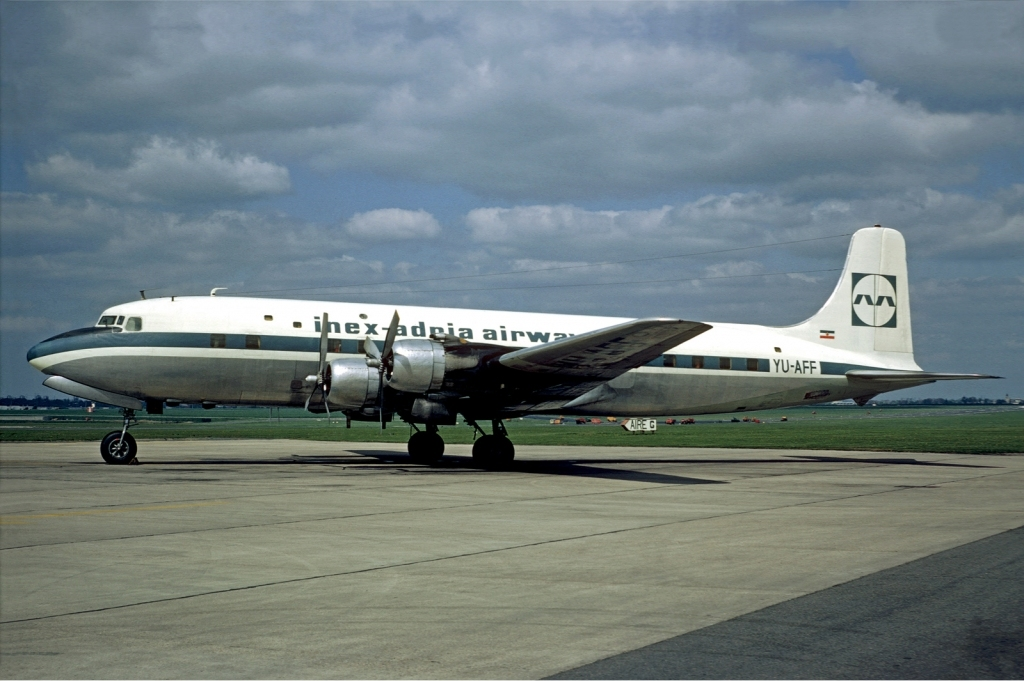
Douglas DC-6 der Inex-Adria Airways, Paris 1971

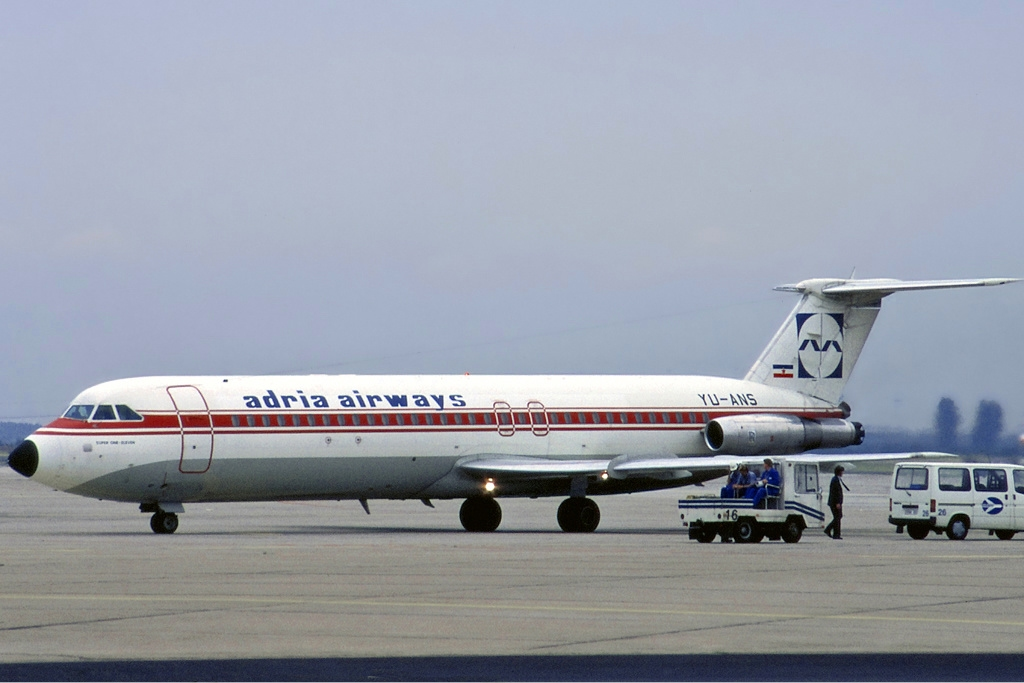
Rombac 1-11 der Adria Airways, Düsseldorf 1987

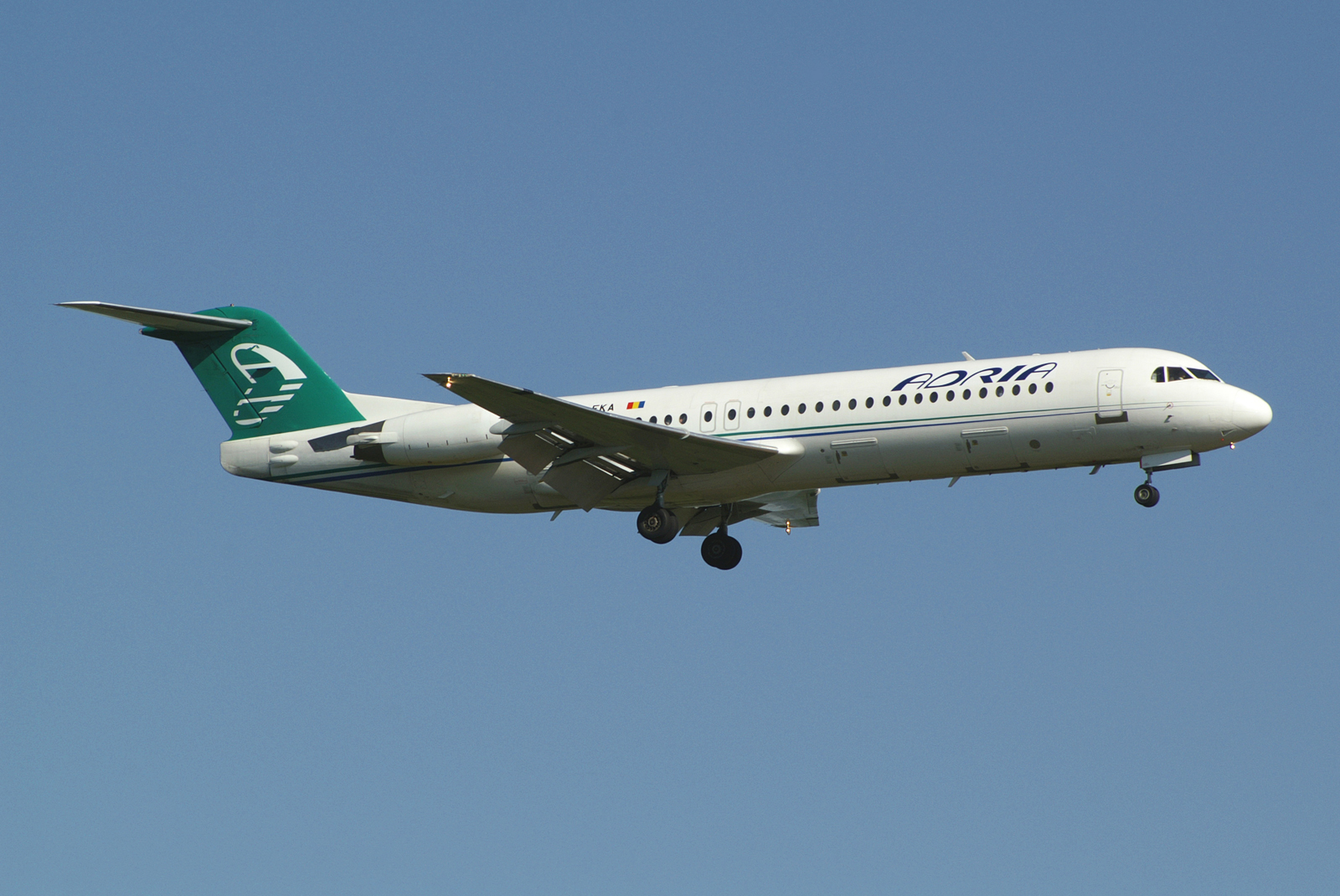
Fokker 100 der Adria Airways, Frankfurt 2008

Am 14. März 1961 wurde Adria Aviopromet in Jugoslawien als Charterfluggesellschaft gegründet und übernahm in der zweiten Jahreshälfte vier DC-6B. Die ersten Charterflüge wurden Mitte 1962 in den Mittleren Osten und nach Nordafrika durchgeführt. Die erste regelmäßige Verbindung wurde im September des Jahres zwischen Belgrad und Algier eingerichtet. 1963 wurde die Strecke Belgrad–Conakry eröffnet. Nach der Fusion mit InterExport firmierte das Unternehmen ab 1968 als Inex-Adria Aviopromet (Inex-Adria Airways). Im Juni 1976 wurde der Flughafen Maribor, nahe der österreichischen Grenze, eröffnet. Die Inex-Adria Airways konnte auf viele Kunden speziell aus Österreich zählen, da sie weit billigere Flüge in das europäische Ausland anbot als seinerzeit die Austrian Airlines. Bereits in den 1970er-Jahren wurden Charterflüge aus Deutschland angeboten, zum Beispiel von Düsseldorf in das dalmatische Split. In den 1980er-Jahren wurde dann auch der Liniendienst aufgenommen. Im Jahr 1985 wurde als erstes deutsches Ziel der Flughafen München-Riem in den Flugplan aufgenommen.
Im Jahr 1986 wurde der Name in Adria Airways geändert. Im Jahr 1989 übernahm die Gesellschaft ihren ersten Airbus A320-200; damit war sie der Erstkunde dieses Flugzeugmusters. Die Gesellschaft wurde im selben Jahr Mitglied der IATA. Als es 1991 beim Zerfall Jugoslawiens zum 10-Tage-Krieg in Slowenien kam, brachte die Adria Airways ihre Flugzeuge auf dem nahegelegenen österreichischen Flughafen Klagenfurt in Sicherheit und konnte sofort nach der Unabhängigkeit Sloweniens den Flugverkehr wieder aufnehmen.
Die Adria Airways wurde im Dezember 2004 regionales Mitglied und im Januar 2010 Vollmitglied der Star Alliance.
Im Dezember 2010 wurde berichtet, dass die Adria Airways Schulden in Höhe von 86 Millionen Euro angehäuft hatte. Im Januar 2011 trat der langjährige CEO Tadej Tufek zurück. Nachfolger wurde Klemen Boštjančič.
Hauptanteilseigner mit knapp 90 % waren damals die Republik Slowenien und die Nova Ljubljanska banka. Am 1. August 2012 wurde die Adria Airways offiziell zum Verkauf ausgeschrieben. Insgesamt sollten 74,87 % der Anteile, die zuvor dem slowenischen Staat, dem slowenischen Investor PDP, dem Erzbistum Maribor und vier Banken gehört hatten, verkauft werden. Eine Privatisierung der Airline war schon seit längerer Zeit geplant. Nachdem in den vorangegangenen Jahren ständig Verluste eingeflogen worden waren, sollte die Airline durch diese Maßnahmen bis 2013 wieder in die schwarzen Zahlen kommen. Die Privatisierung kam nicht zustande. Für das erste Halbjahr 2013 konnte schließlich eine deutliche Reduzierung der Verluste von 7,7 auf unter 1,5 Millionen Euro sowie gestiegene Auslastung vermeldet werden. Dennoch war der Verkauf von Bürogebäuden und der eigenen Flugschule geplant.
Nach einem Verlust in der Höhe von 9,2 Millionen Euro im Jahr 2015 übernahm im Januar 2016 die deutsche 4K Invest AG 91,6 % der Adria Airways und bestellte den Österreicher Arno Schuster zum CEO. Schuster legte ein Sparprogramm auf, jedoch wurde ein späterer Ausbau des Drehkreuzes Ljubljana sowie des Charterflug- und Wet-Leasinggeschäftes angekündigt.
Im November 2018 wurde Adria Airways als neuer Kunde des Suchoi Superjet 100 verkündet. Adria sollte 15 Superjets erhalten. Gleichzeitig war ein kooperativer Wartungs- und Reparaturbetrieb der Gesellschaft und des Herstellers vorgesehen, um den bisher mangelhaften After-Sales-Support der Maschine zu verbessern. Adria konnte jedoch keinen Vertrag verhandeln, der ihr eine faire und stabile Langzeit-Partnerschaft versprach.
Am 23. September 2019 wurde der Flugbetrieb wegen Liquiditätsproblemen für mindestens zwei Tage ausgesetzt; mehrere Leasinggeber zogen alle drei zu diesem Zeitpunkt betriebenen Airbus A319 und fünf weitere Canadair Regional Jets ab. Nachdem das Unternehmen am 27. September angekündigt hatte, den Flugbetrieb in begrenzter Form bis zum 30. September aufrechtzuerhalten, um weiter nach einem strategischen Partner suchen zu können, trat Adria Airways am Monatsende wegen Zahlungsunfähigkeit schließlich ins Insolvenzverfahren ein. Der Flugbetrieb wurde eingestellt.

## Flugziele

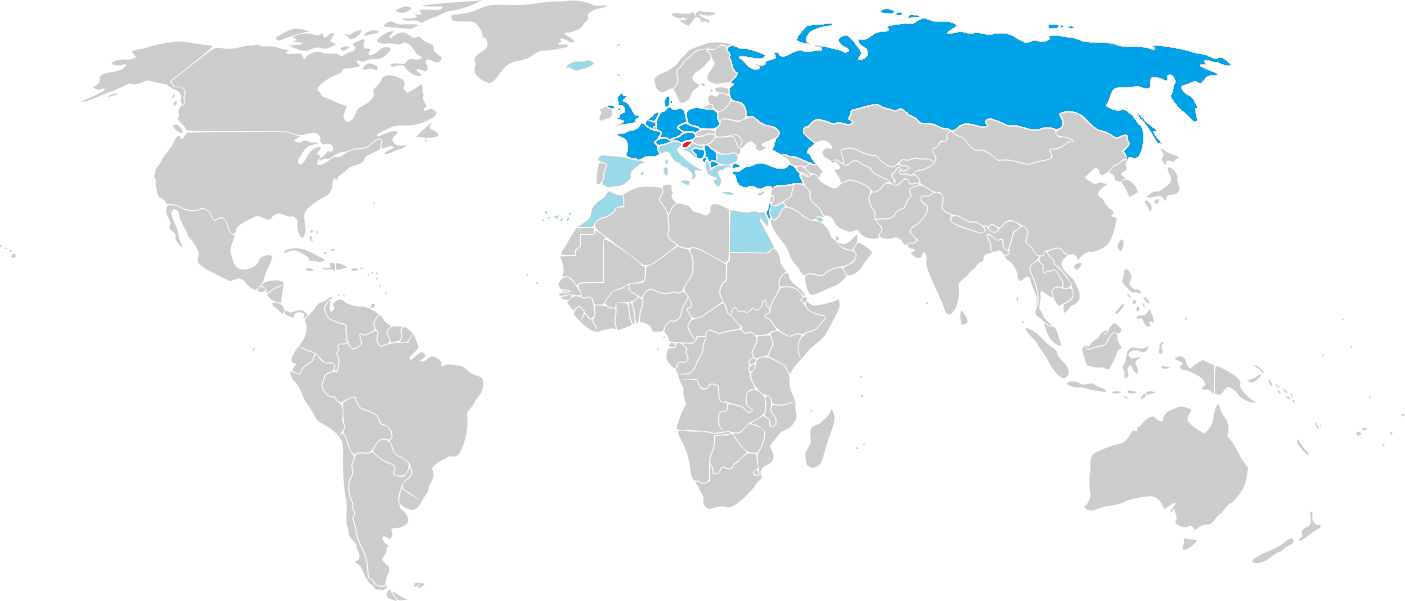
Flugziele der Adria Airways

Adria Airways bediente von ihrer Basis Ljubljana aus 24 Ziele in ganz Europa. Im deutschsprachigen Raum wurden Frankfurt, München, Berlin, Düsseldorf, Hamburg, Wien und Zürich bedient. Ab Oktober 2018 wurden zudem von einer am Flughafen Paderborn/Lippstadt stationierten Maschine Zürich, Wien und London angeflogen.
Zudem bestanden Codeshare-Abkommen beispielsweise mit Austrian Airlines, Lufthansa und Swiss.

## Flotte

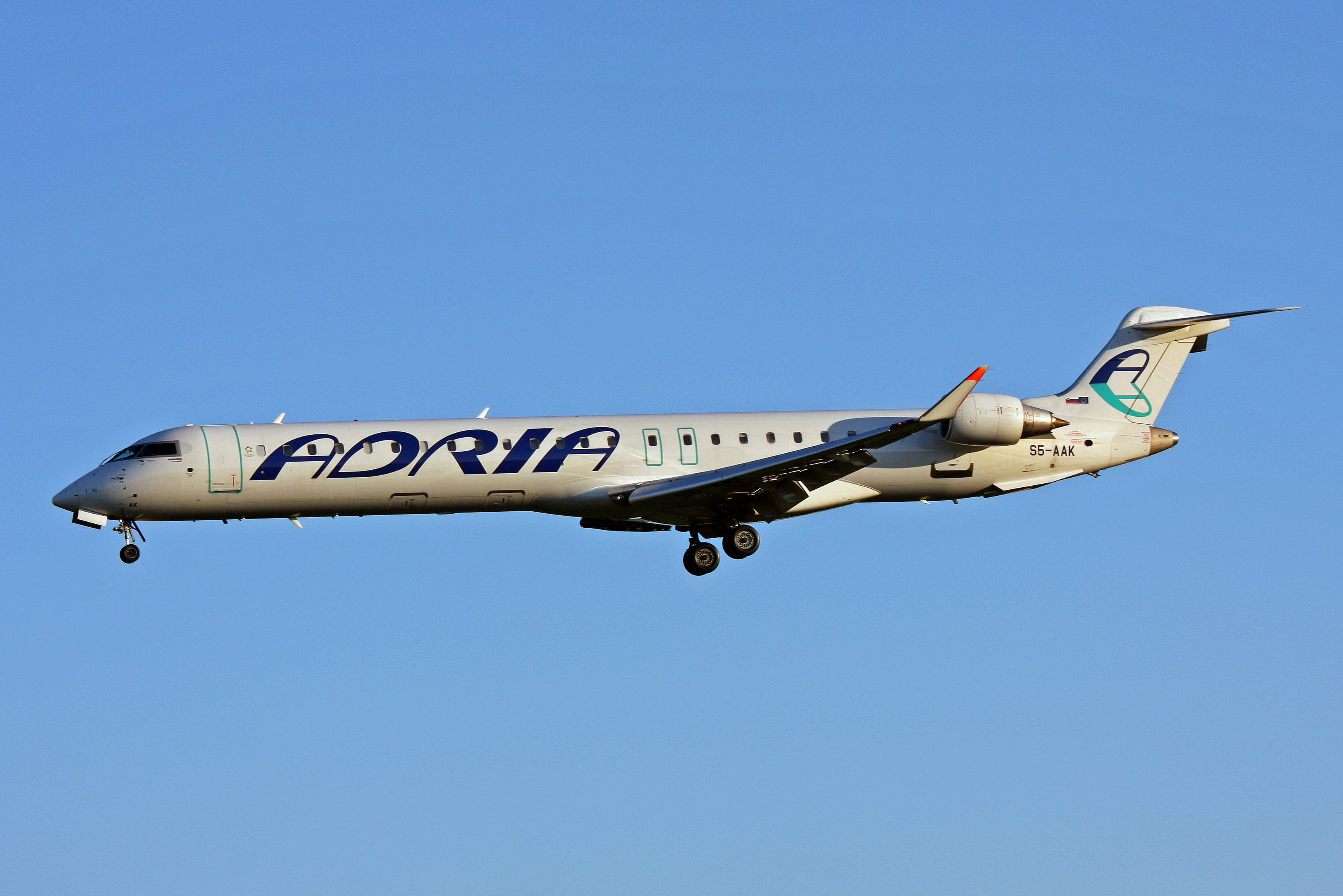
Bombardier CRJ900 der Adria Airways

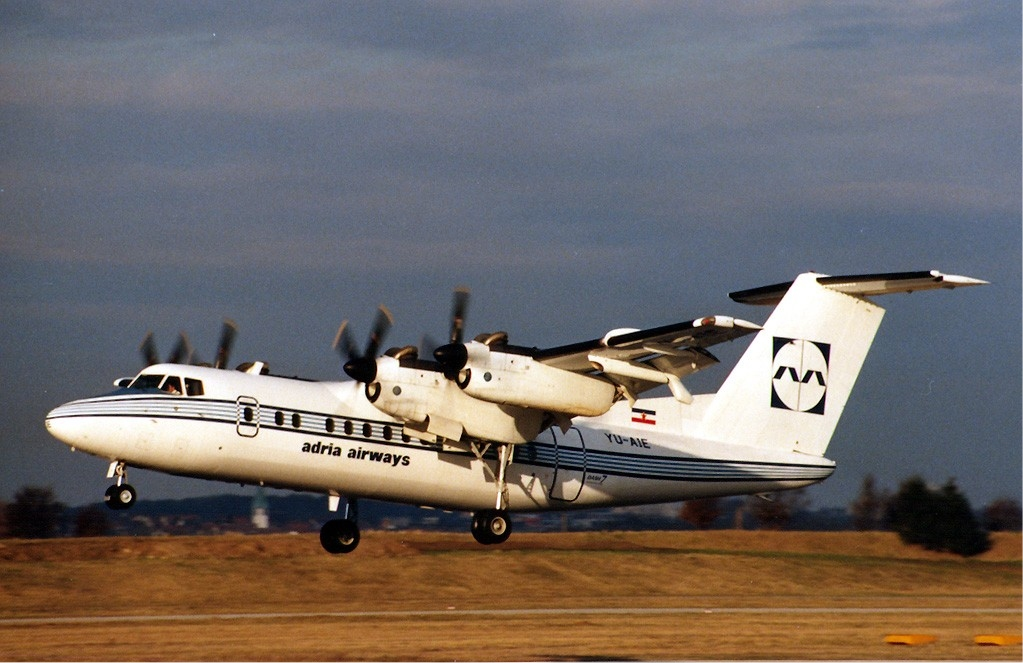
de Havilland Canada DHC-7 der Adria Airways, Stuttgart 1989

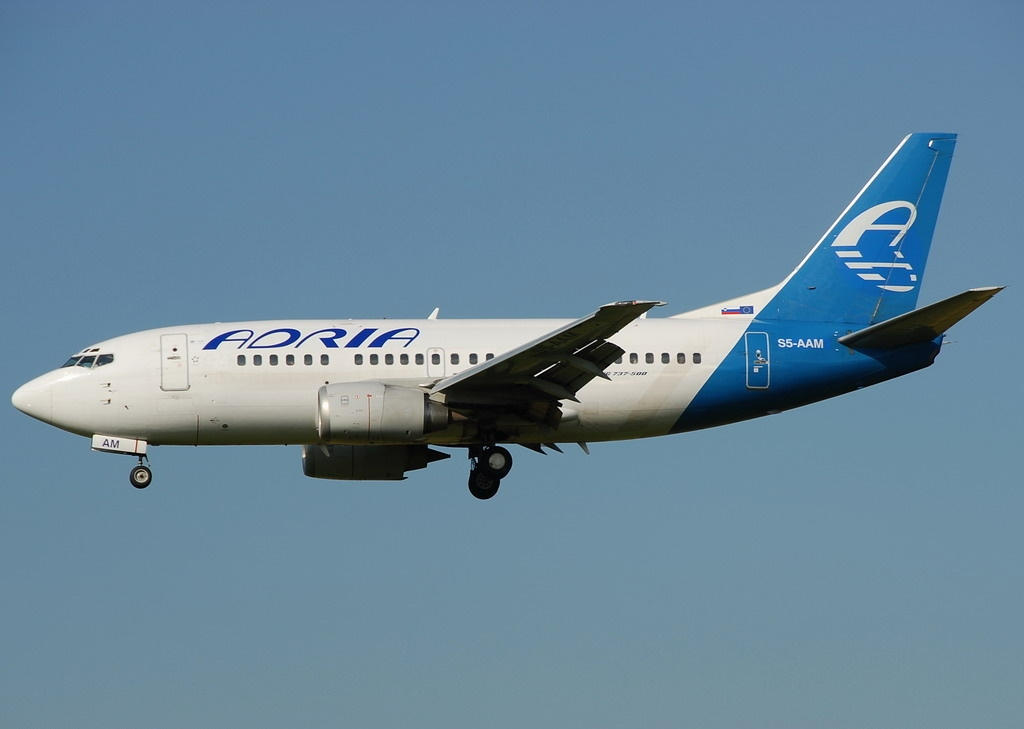
Boeing 737-528 Adria Airways, Zürich 2008

### Flotte bei Betriebseinstellung
Mit Stand September 2019 bestand die Flotte der Adria Airways aus 18 Flugzeugen mit einem Durchschnittsalter von 16,7 Jahren:
| Flugzeugtyp         | Anzahl | bestellt | Anmerkungen | Sitzplätze |
| ------------------- | ------ | -------- | ----------- | ---------- |
| Airbus A319-100     | 03     |          |             | 142 / 144  |
| Bombardier CRJ700ER | 02     |          |             | 70 / 72    |
| Bombardier CRJ900LR | 07     |          |             | 86 / 90    |
| Saab 2000           | 06     |          |             | 50         |
| Gesamt              | 18     |          |             |            |

### Zuvor eingesetzte Flugzeuge
Zuvor betrieb Adria Airways unter ihren diversen Namen folgende Flugzeugtypen:
- Airbus A320-200
- BAC 1-11
- Boeing 737-400
- Boeing 737-500
- Canadair CRJ100
- Canadair CRJ200
- de Havilland Canada DHC-7
- Douglas DC-6
- Douglas DC-9-30
- Douglas DC-9-50
- Fokker 100
- McDonnell Douglas MD-81
- McDonnell Douglas MD-82
- Saab 340
- Saab 2000

## Zwischenfälle
Die Adria Airways, beziehungsweise die damalige Inex-Adria, verzeichnete in ihrer Geschichte vier Unfälle, allesamt mit Todesopfern, einen davon unter Egyptair-Flugnummer. Dabei wurden 398 Menschen getötet; bei drei der vier Unfälle gab es keine Überlebenden.

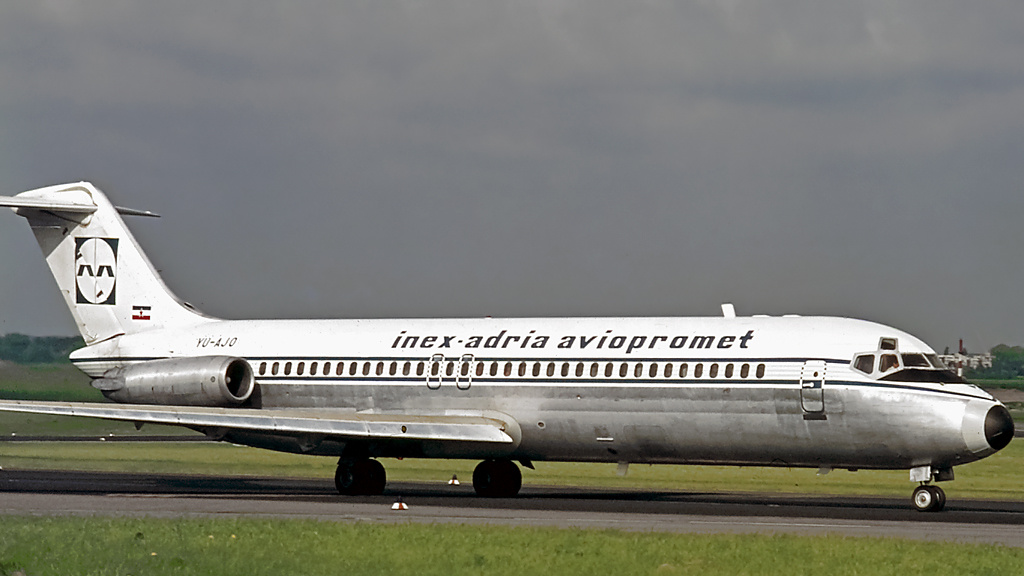
Die am 30. Oktober 1975 verunglückte DC-9-32 der Inex-Adria, Düsseldorf 1973

- Am 19. März 1972 flog eine Douglas DC-9-32 (Luftfahrzeugkennzeichen YU-AHR) rund 7 Kilometer vom Zielflughafen Aden in einen Berg. Niemand der 30 Personen an Bord überlebte diesen controlled flight into terrain. Die Maschine wurde im Auftrag der Egyptair von Inex Adria Airways betrieben (siehe auch Egyptair-Flug 763).[29]

- Am 30. Oktober 1975 flog eine aus Tivat kommende Douglas DC-9-32 (YU-AJO) beim Landeanflug acht Kilometer vor dem Flughafen Prag in einen Hügel. Während des Unfallzeitpunkts herrschte Nebel mit Sichtweiten unter 1500 Meter. Unfallursache war ein CFIT (Controlled flight into terrain). Von den 120 Flugzeuginsassen starben 75.[30]

- Am 10. September 1976 kollidierte eine Douglas DC-9-32 (YU-AJR) im Reiseflug auf dem Weg von Split nach Köln/Bonn mit einer Maschine der British Airways. Alle 108 Passagiere (darunter 107 Touristen aus Deutschland) sowie die fünf Besatzungsmitglieder der Inex-Adria-Maschine kamen ums Leben (siehe auch Flugzeugkollision von Zagreb).[31]

- Am 1. Dezember 1981 wurde eine McDonnell Douglas DC-9-82 der Inex Adria Airways (YU-ANA) auf dem Weg von Ljubljana nach Ajaccio auf Korsika beim Landeanflug in den Gipfel des Bergs San Pietro geflogen. Alle 180 Insassen, 173 Passagiere und sieben Besatzungsmitglieder wurden bei diesem erneuten Controlled flight into Terrain der Inex Adria getötet (siehe auch Inex-Adria-Aviopromet-Flug 1308).[32]

## Tochtergesellschaften
- Amadeus Slovenia (95 % in Besitz von Adria Airways)[33]
- Adria Airways Kosovo (100 % in Besitz von Adria Airways)[33]
- Darwin Airline – betrieb Flüge im Namen Adria Airways Switzerland (100 % in Besitz der gemeinsamen Muttergesellschaft 4K Invest)[34]